# 里昂地铁
里昂地铁（法語：Métro de Lyon），是法国里昂大都会的城市轨道交通地鐵系统。里昂地铁于1974年开通，现有4条线路（A、B、C、D），42个车站，全长32.05千米。里昂地铁80%为地下线路。

## 歷史

### 地鐵開通之前
里昂的城市軌道交通歷史悠久，里昂有全世界最早使用電力的城市軌道交通系統，即1862年開通的里昂纜車泰尔姆街缆车铁路（已關閉），比1863年開通的伦敦地铁大都會線早6個月，另外1891年開通的帕凱十字纜車鐵路成為今日C線的前身。
1885年里昂提出第一個地鐵規劃，然而整個20世紀上半葉，地鐵的規畫都未被施行。1963年里昂開始有計劃的建設其地鐵系統，1968年里昂成立一間公共運輸規劃公司，以便更有效率地規劃其地鐵網絡。1973年7月23日，罗讷省省長簽署了第566-73號法令，宣布里昂地铁網絡的第一階段開始建設。

### 第一階段

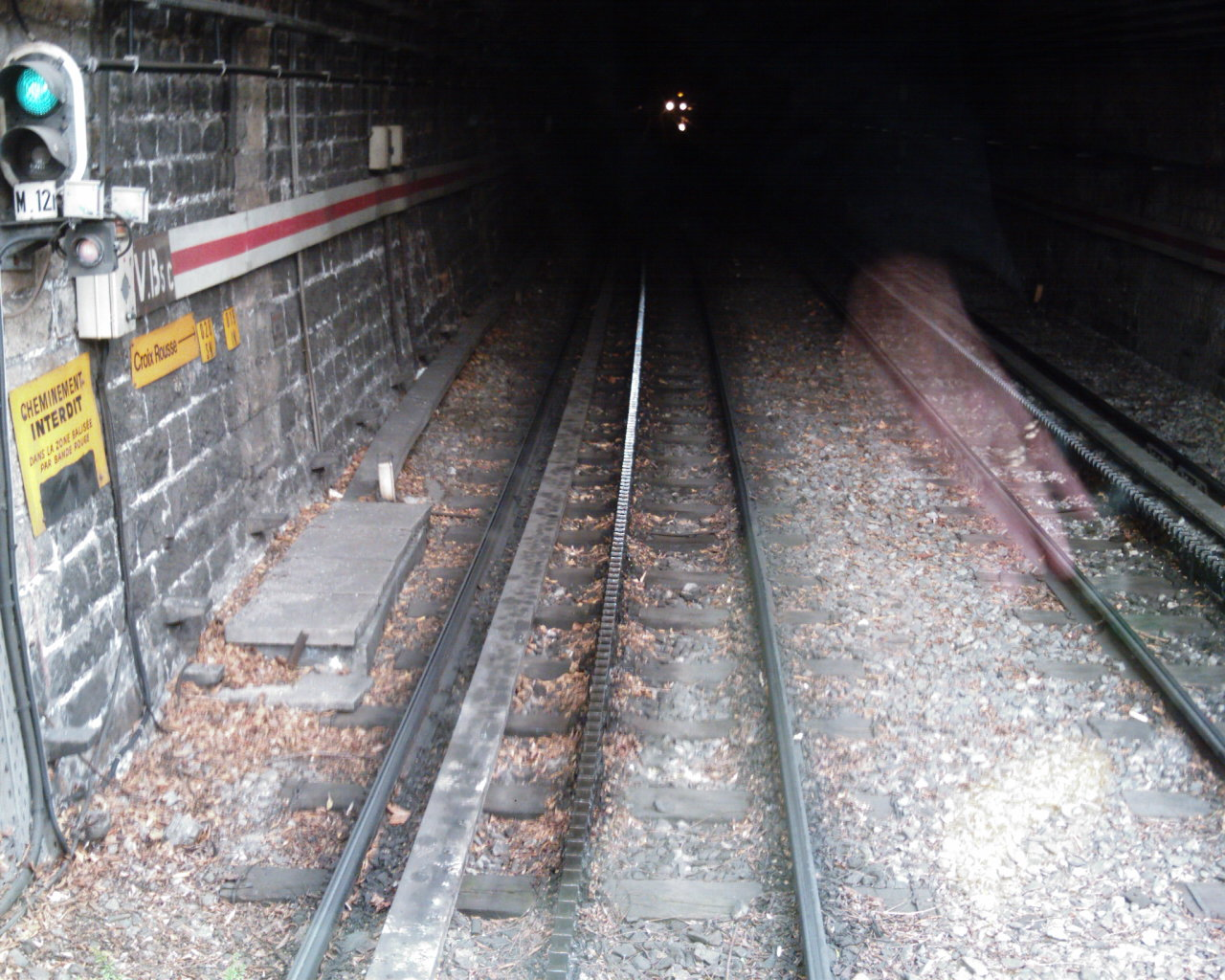
C線使用的齒軌鐵道。

里昂地鐵的第一階段路網由A、B、C三條路線組成。最早通車的路線為C線，C線的前身是1891年開通的帕凱十字纜車鐵路，纜車鐵路於1972年關閉，並進行改造延伸成為地鐵，由於是由纜車鐵路改造，因此C線與其他路線不同，是地鐵網絡中唯一採用纜車鐵路原有的架空線提供電力，也是網絡中唯一使用鋼輪行走於鋼軌的路線。另外由於纜車鐵路最大坡度達到173.68 ‰(一般铁路可以攀爬的坡度僅约40‰至60‰)，因此在改造時，C線被改造為齒軌鐵路，成為世界上唯一使用齒軌鐵道的地鐵線。C線最初僅有帕凱十字站與红十字站，2座車站。
A、B線與C線不同是新建路線，工程始於 1973 年，均採用明挖法施工，且皆為膠輪軌道系統。1978年4月28日，A、B兩線同時開通，A線最初從佩拉什站到洛朗·博纳韦-太空球站；B線從沙尔佩讷-夏尔·埃尔尼站到里昂帕尔迪厄火车站，兩線在沙尔佩讷-夏尔·埃尔尼站轉乘。5月2日C線延伸至市政厅-路易·普拉德尔站與A線轉乘。

### 路網擴張
第一階段工程完工之後，里昂繼續推動一系列路網的擴張。A線在開通之後至今日，僅在2007年向東延伸1站，至沃昂沃兰-丝站，旅客可以在該站轉乘里昂有軌電車3號線或罗讷快车，前往里昂圣埃克絮佩里机场。相較於A線，B線通車之後至今大幅延伸，B線在1981和2000年，分別向南延伸至让·马塞站、热尔兰球场站，2013年B線再向南延伸，至目前終點站乌兰站站。C線則在1984年向北延伸至屈尔站，與1978年以前通車的路段不同，C線的北延段因為坡度不大，並沒有使用齒軌鐵道。
除了第一階段路網的延伸之外，里昂地鐵還在1991年開通新的路線D線，D線最初由司機員手動駕駛，1992年，開通一年後，便改為自動駕駛。1997年D線延長至目前的規模，成為里昂地鐵網絡最長的路線，共有15個車站，12.6公里。
2017年5月，B線延伸2站、2.5公里，至圣热尼拉瓦勒開始動工，計畫2023年完工，以配合里昂南區醫學中心的投用。2023年10月2日延伸线正式通车。

## 线路
里昂地铁包含4条线路，42个车站，全长32.05公里，在法国排行第三，僅次於巴黎地鐵和里尔地铁，里昂地鐵路線的特色在於其連結里昂地區的大部分法国国铁車站。里昂地铁4条线路分別是：
| 路線              | 开通 | 起訖站                                         | 車站數 | 路線長度 (km) |
| ----------------- | ---- | ---------------------------------------------- | ------ | ------------- |
| Lyon Metro Line A | 1978 | 佩拉什 — 沃昂沃兰-丝                           | 14     | 9.3           |
| Lyon Metro Line B | 1978 | 沙尔佩讷-夏尔·埃尔尼 — 圣热尼拉瓦勒-里昂南医院 | 12     | 10.1          |
| Lyon Metro Line C | 1974 | 市政厅-路易·普拉德尔 — 屈尔                    | 5      | 2.45          |
| Lyon Metro Line D | 1991 | 韦斯站 — 韦尼雪站                              | 15     | 12.6          |

### 未來規劃
- E線，新的地鐵路線，但路線走向尚未確定。

## 列車
里昂地铁目前共有4種列車，分別是3種膠輪型列車 (Métro Pneus Lyon，MPL)，MPL75、MPL85與MPL16型，與1種齒軌型列車 (Métro Crémaillère Lyon，MCL)，MCL80型。

### MPL系列

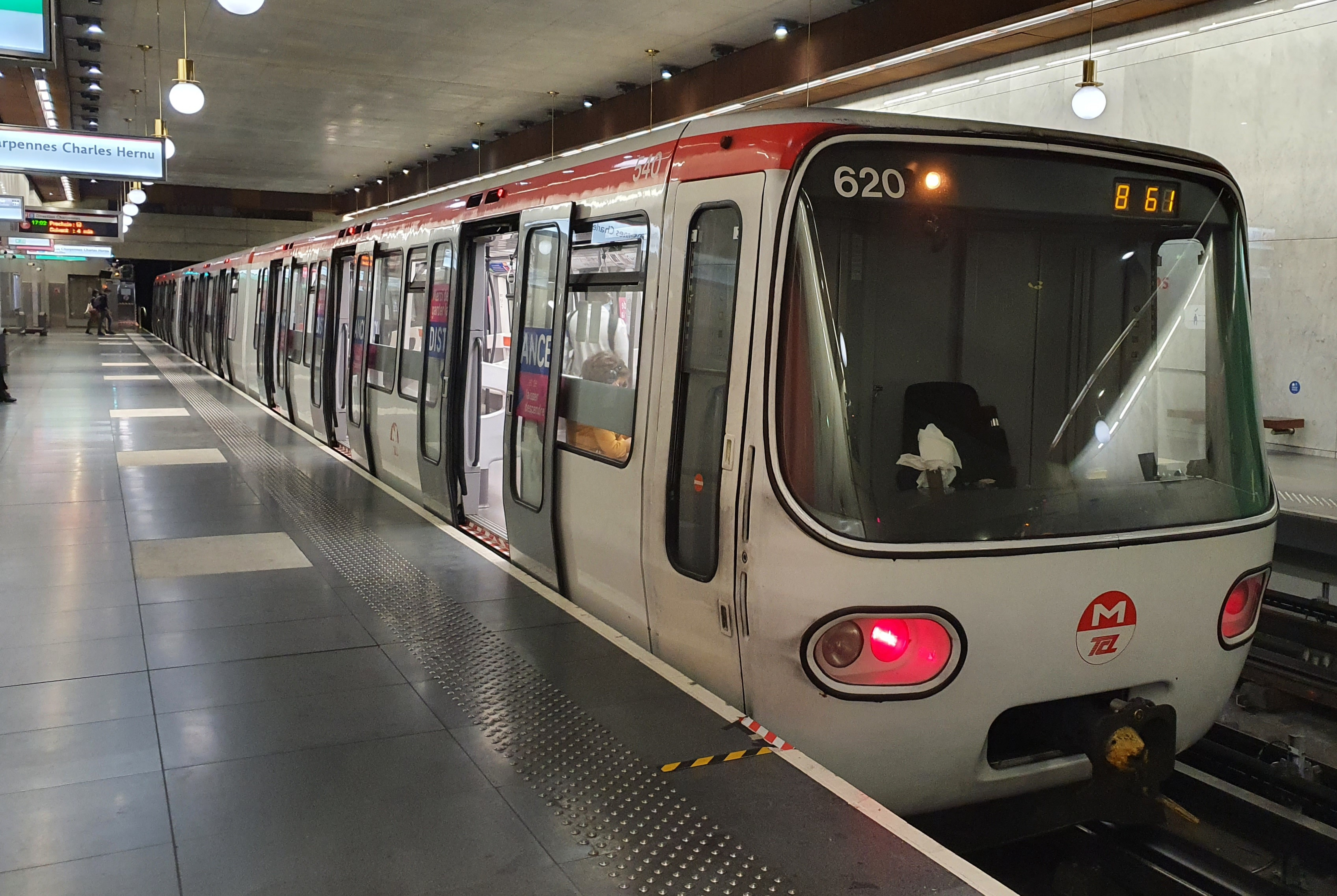
MPL75型列車

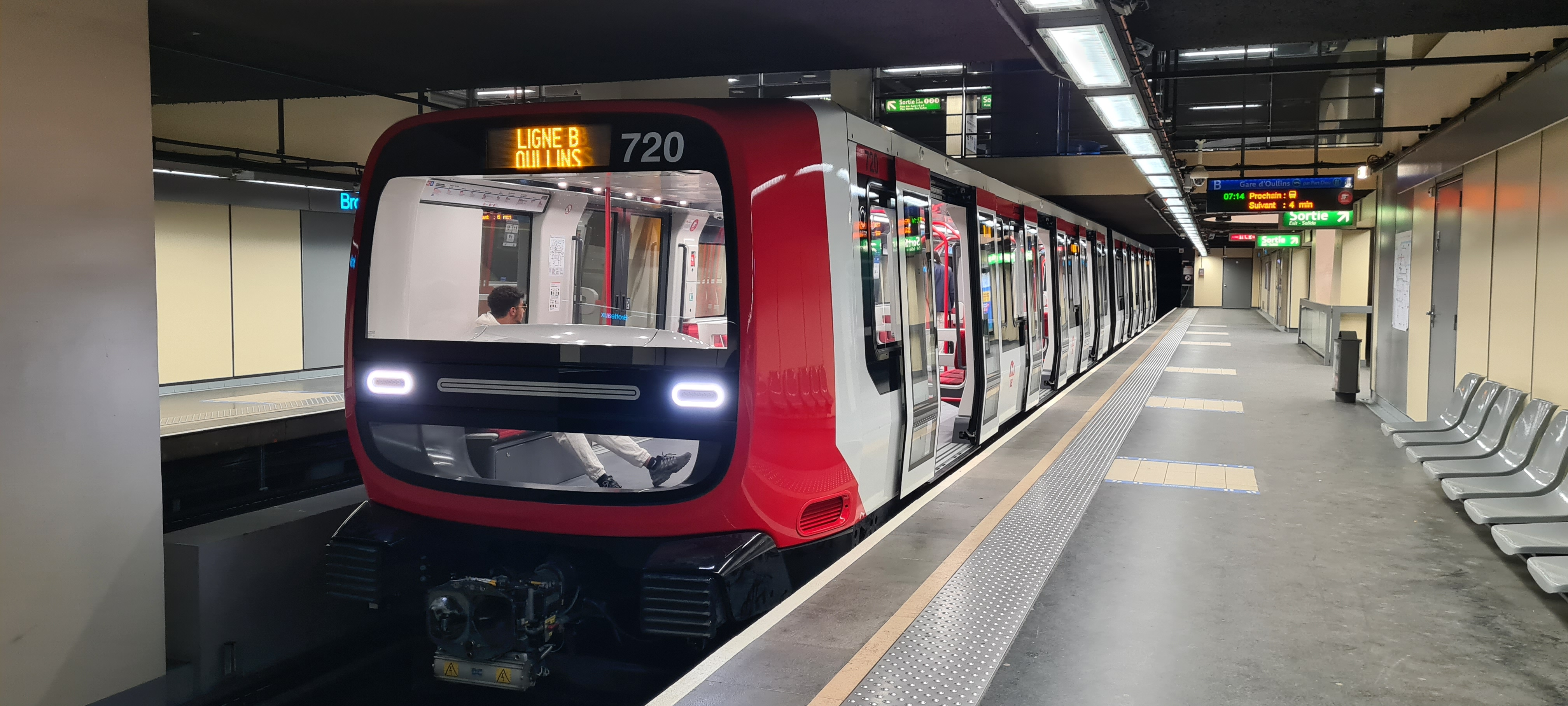
MPL16型列車

MPL75型是里昂地鐵最早的膠輪系統列車，由阿爾斯通製造，目前在A、B兩線上使用，使用上由3節編組組成，每個編組有2節動力車與1節拖車，里昂地铁曾有96節75型車廂，可編為32列列車，但其中1列已經因為火災於2018年退役。75型每列列車正常可運載428 名乘客，允許半自動駕駛功能，列車最高速度為90公里/小時，但營運速限低於此速度，因此75型不可能在營運時達到此速度。
85型由阿爾斯通與馬特拉合作製造，在D線上使用，使用上由2節動力車組成的編組組成，目前里昂地铁有72節85型車廂，可編為36列列車。85型每列列車正常可運載325 名乘客，列車最高速度為75公里/小時，可以全自動駕駛，有橘色與白色兩種塗裝。
16型由阿爾斯通製造，屬於阿爾斯通大都會型列車，預計在B、D兩線上使用，基本編組與85型相同，為2節編組，但里昂地鐵預計將在B線運量高峰時段開通4節車廂的“長編組列車”。16型於2019年4月開始交付，目前已交付22列列車，預計2023年完成交付，屆時將有30列2節編組的16型列車投入B線運營，將增加30%運量，使用長編組運量增加50%。此外16型可以全自動駕駛，將替換B線上的75型列車，被替換的75型將投入A線運營，增加A線12%運量。另外D線也將投入10列16型列車，同樣可以使用長編組，將增加D線17%運量。16型列車短編組可運載325 名乘客，長編組可運載540名乘客。2022年6月25日16型開始投入B線營運。

### MCL型列車

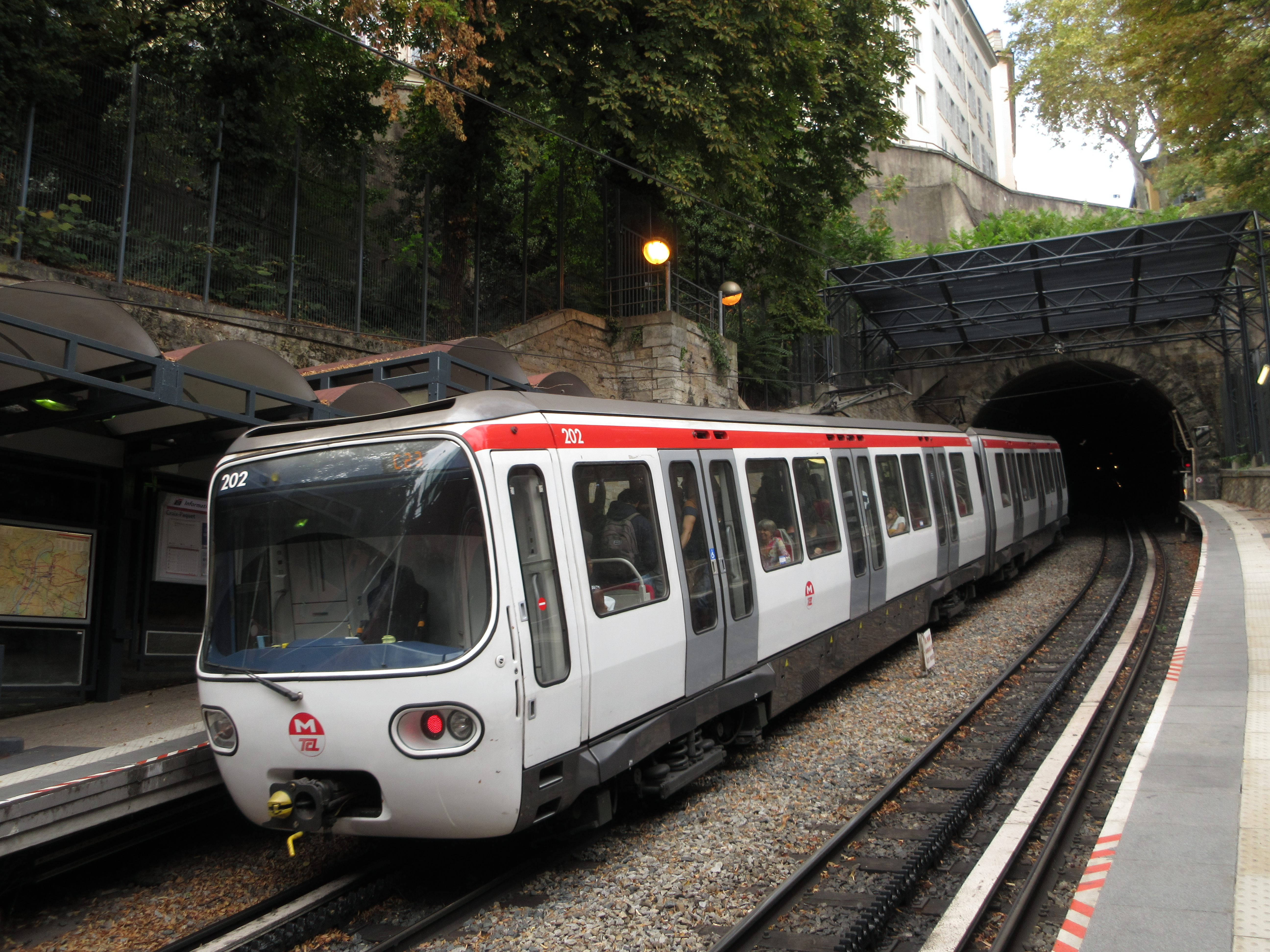
運行於C線齒軌路段的MCL80型列車

MCL80型是為了配合C線運營設計的列車，在1984年開始交付使用，取代之前的3組MC列車，儘管其僅使用10年。80型由阿爾斯通與瑞士齒軌鐵路製造商—瑞士机车和机器制造厂，合作製造。採用2節動力車組成的編組，目前僅有5列列車，80型最大的特徵是齒軌，以及集電弓，以便從架空線獲得電能。但車型上 80型的設計非常接近75型，以方便列車車輛維護。80型每列列車正常可運載252 名乘客，列車最高速度為75公里/小時，手動駕駛，有橘色與白色兩種塗裝。

### 未來規劃
- MPL16型列車投入使用，增加系統自動化與運量

## 營運資訊
里昂的地鐵與公車、無軌電車、纜車和有軌電車均由里昂公共交通（TCL）運營，里昂地鐵運營時間由4：35至隔日0：37，從2019 年11月15日開始，里昂地鐵在周五和周六延長服務至隔日凌晨 2 點。地鐵的定價並非以距離為標準，而是以時間為收費依據，在票券所載時間之內，旅客可以不受限制的搭乘地鐵，與所有TCL運營的大眾運輸工具。